# Episteme latimargo
Episteme latimargo là một loài bướm đêm trong họ Noctuidae.